# Miloš Zeman
Miloš Zeman, češki politik, * 28. september 1944, Kolín.
Med letoma 1996 in 1998 je bil predsednik Poslanske zbornice Parlamenta Češke republike ter med letoma 1998 in 2002 pa predsednik vlade Češke republike. Januarja 2013 je bil izvoljen za predsednika države; mandat je nastopil marca. Ponovno je bil izvoljen leta 2018.